# Haeinsatempel Janggyeong Panjeon

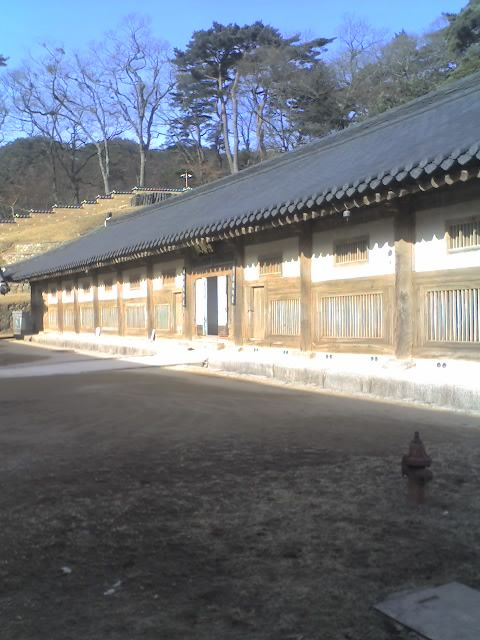
Gebouw waar de houtblokken worden bewaard

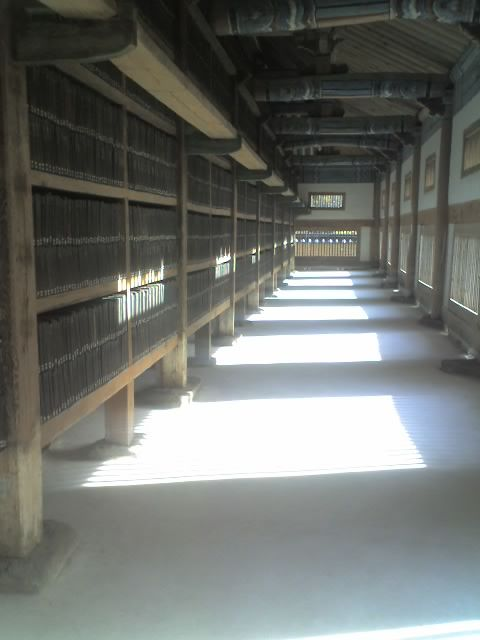
Rij met houtblokken

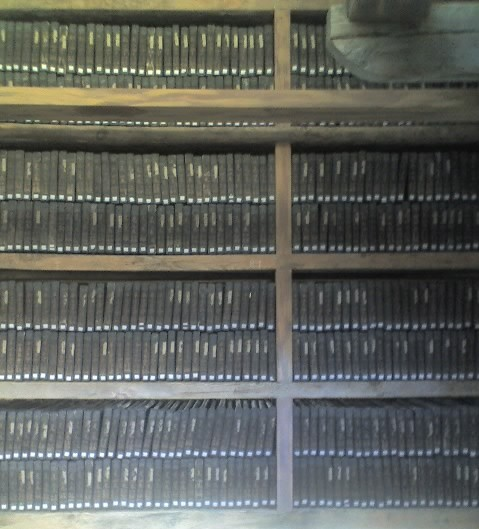
Vooraanzicht van de houtblokken

De Haeinsatempel Janggyeong Panjeon, bewaarplaats van de Tripitaka Koreana houtblokken is een van de tien werelderfgoederen op de Werelderfgoedlijst van de UNESCO in Zuid-Korea en is opgenomen op deze lijst in 1995, het is een cultuurerfgoed.
De Haeinsatempel ligt op de berg Kaya (1430 meter) in het zuiden van Zuid-Korea in de provincie Gyeongsangnam-do en ligt niet ver van Daegu vandaan. De tempel werd gebouwd in 802 in het verenigde Shilla koninkrijk in het derde jaar van het koningschap van Aejang. Het werd gebouwd ter ondersteuning van de spirituele basis van de Hwaeom. De tempel bestaat uit 30 gebouwen. De Janggyeong Panjeon zijn de vier gebouwen waar de meer dan 80.000 Tripitaka-houtblokken (Tripitaka Koreana) zijn opgeborgen. Deze gebouwen bevinden zich nog boven de gebouwen waar gebeden wordt, waarmee het belang wordt onderstreept. Het unieke aan de gebouwen is dat ze zo zijn ontworpen dat er voldoende ventilatie is, de vochtigheid laag en de temperatuur op een ideale constante hoogte wordt gehouden. De ramen beneden zijn groter dan de ramen boven en bovendien verschillen ze van vorm; waardoor een goede ventilatie ontstaat. De vloer bestaat uit aarde met daaronder een laag houtskool, die de temperatuur en de vochtigheid regelen. Het jaar waarin de gebouwen zijn gemaakt, is onbekend. Echter de eerste verwijzing naar een restauratie is uit 1481 (het was klaar in 1488).
De nu bestaande blokken zijn gemaakt in 1237 tot 1249 om een eerste versie uit 1010-1031 te vervangen. De blokken bevatten leerteksten, regels en sutra's. De teksten zijn gemaakt met Chinese tekens. In 1398 werden de houtblokken naar de huidige plaats gebracht. Een houtblok heeft de afmetingen: 24 cm x 70 cm x 3 cm. Beide zijden bevatten 23 rijen van 14 karakters. Het hout is behandeld tegen veroudering en de hoeken zijn beschermd met metaal tegen beschadiging.
De karakters op de blokken zijn zo uitgesneden, dat de blokken gebruikt kunnen worden voor bedrukken van materialen (hoogdruk). Hierdoor was een verveelvuldiging van de teksten vrij eenvoudig.
De redenen voor opname op de werelderfgoedlijst waren:
- De Koreaanse versie van de schriften van Boeddha (Tripitaka Koreana = Tripitaka-houtblokken) in de Haeinsatempel is een van de meest belangrijke en complete werken van boeddhistische teksten in de wereld.
- De schriften zijn excellent vanwege de hoge esthetische en vakmanschappelijke kwaliteit.
- De gebouwen waarin de houtblokken met tekst worden bewaard zijn uniek door de ouderdom en de speciale structuur.
- De architectuur van de gebouwen is een unieke 15e-eeuwse oplossing om de houtblokken tegen veroudering te beschermen.